# 취리히호 좌안 철도
취리히호 좌안 철도(독일어: Linksufrige Zürichseebahn)는 스위스의 철도 노선이다. 이름에서 알 수 있듯이 취리히 호수의 왼쪽 또는 서쪽 제방을 따라가며, 취리히와 치겔브뤼케와 네펠스를 연결한다.
좌안 철도는 1875년에 개통되었으며 취리히-추어 간선의 일부를 형성한다. 길이 61.31km, 표준궤, 복선 및 가공전차선에서 공급되는 15kV 16.7Hz AC 규격으로 전철화되었다. 취리히와 탈빌 사이에서 이 노선은 원래 취리히-루체른 본선과 선로를 공유했지만, 이 구간의 많은 열차가 이제 호숫가 노선 대신 치머베르크 베이스 터널을 사용한다.

## 역사
이 노선은 1875년 스위스 북동부 철도에 의해 개통되었다. 그 이전에는 취리히와 쿠어 사이의 열차가 우스터 노선을 통해 발리젤렌을 타고 라퍼스빌까지 운행했다. 취리히 호수 건너편의 평행선은 1894년까지 개통되지 않았다.
1875년과 1925년 사이에 이 노선은 현재의 선형과 달랐고, 많은 수평 교차로가 있는 거리 높이에 있는 빌리쇼펜 북쪽의 취리히를 통과하는 경로를 따랐다. 이 노선은 원래 울름베르그 철도 터널인 단일 터널을 통과하여 다리를 통해 질강을 건넜다. 1925년과 1927년 사이에 이 연장선은 주로 새로운 울름베르크와 엔게 터널에서 서쪽으로 더 낮은 높이로 재배치되었으며, 현재의 비에디콘과 엔게역은 이 기간부터 시작된다. 원래 울름베르크 철도 터널은 여전히 도로 교통에 사용되고 있고 울름베르크 도로 터널의 서쪽 천공을 형성하지만, 이전 경로의 나머지 부분은 후속 건설로 인해 가려졌다.

## 같이 보기
- 취리히호 우안 철도